# حراثة

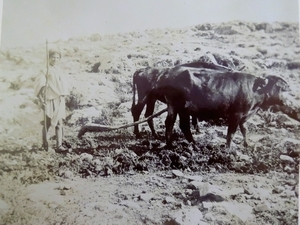
محراث يجره ثور في فلسطين 1891م

الحراثة أو الفلاحة أو خدمةِ التربة هي عملية زراعية واحدة أو أكثر تهدف إلى إعداد التربة الزراعية عن طريق تحريكها ميكانيكيًا.
تستخدم في عملية الحراثة أنواع مختلفة من المحاريث، تختلف بحسب الهدف من الحراثة. كان في السابق يستعمل الفدان الذي تجره الدواب مثل الثور أو الحمار .

## أهداف الحراثة
تُجرى عمليات الحراثة المختلفة لأحد الأهداف التالية:
- تنعيم التربة وتهيئة الأرض لعملية البذار أو الزراعة
- مكافحة الآفات وبالذات الأعشاب
- خلط الأسمدة بالتربة
- التخلص من مخلفات المحصول السابق
- فتح التربة والبذار في عملية واحدة (بالإنجليزية: No-Till)‏